# Vini Zabù
Vini Zabù-KTM is een wielerploeg, die vanaf 2015 gesponsord wordt door het Chinese staalbedrijf SouthEast Space Frame Co., en vanaf 2016 door het Venezolaans ministerie van sport. Tot 2015 was Neri Sottoli de hoofdsponsor. Het team bestaat voor het overgrote deel uit Italiaanse renners en begeleiders maar kwam in de jaren 2011 en 2012 officieel uit onder een Britse licentie. De ploeg is sinds 2007 in het profpeloton actief en werd tot en met 2010 gesponsord door ISD, een Oekraïens staalbedrijf.  Van 2011 tot 2013 was Farnese Vini de hoofdsponsor, het laatste jaar onder de merknaam Vini Fantini. In 2012 en 2013 was Selle Italia (fietszadels) de cosponsor. Farnese Vini was eerder cosponsor van Lampre en Team LPR.

## Doping
De wielerploeg van manager Angelo Citracca kwam door de jaren heen regelmatig in opspraak door dopinggebruik van renners. Het gaat om Danilo Di Luca, Mauro Santambrogio (beiden in 2013), Matteo Rabottini (2014), Ramón Carretero (2015), Samuele Conti (2016), Matteo Spreafico (2020) en Matteo De Bonis (2021). In veel gevallen ging het om het gebruik van bloeddoping. De vele dopingschandalen geeft de wielerploeg een slechte reputatie.
Na de positieve test van Matteo De Bonis besloot de ploeg zijn wildcard die deze kreeg voor de Ronde van Italië terug te geven.

## Bekende (oud-)renners
- Igor Abakoumov (2009)
- Manuel Belletti (2015-2017)
- Francesco Chicchi (2013-2014)
- Dario Cioni (2009)
- Simon Clarke (2010)
- Danilo Di Luca (2013)
- Etienne van Empel (2019-heden)
- Wout van Elzakker (2021-heden)
- Stefano Garzelli (2013)
- Oscar Gatto (2009-2013)
- Andrij Grivko (2009)
- Andrea Guardini (2010-2012)
- Kevin Hulsmans (2012-2013)
- Jakub Mareczko (2015-2018, 2021-heden)
- Luca Mazzanti (2011-2013)
- Andrea Noè (2011)
- Filippo Pozzato (2012, 2016-2018)
- Dayer Quintana (2019)
- Matteo Rabottini (2011-2014)
- José Rujano (2010)
- Mauro Santambrogio (2013)
- Patrik Sinkewitz (2010-2011)
- Giovanni Visconti (2009-2011, 2019-2020)
- Eugert Zhupa (2015-2018)

## Grote rondes
| Jaar | Ronde van Italië                           | Ronde van Italië                         | Ronde van Frankrijk | Ronde van Frankrijk | Ronde van Spanje   | Ronde van Spanje |
| Jaar | hoogste klassering                         | etappewinst                              | hoogste klassering  | etappewinst         | hoogste klassering | etappewinst      |
| ---- | ------------------------------------------ | ---------------------------------------- | ------------------- | ------------------- | ------------------ | ---------------- |
| 2009 | 22e Andrij Hryvko                          |                                          | geen deelname       | geen deelname       | geen deelname      | geen deelname    |
| 2010 | geen deelname                              | geen deelname                            | geen deelname       | geen deelname       | geen deelname      | geen deelname    |
| 2011 | 49e Giovanni Visconti                      | 8e Oscar Gatto                           | geen deelname       | geen deelname       | geen deelname      | geen deelname    |
| 2012 | 58e Francesco Failli Matteo Rabottini      | 15e Matteo Rabottini 18e Andrea Guardini | geen deelname       | geen deelname       | geen deelname      | geen deelname    |
| 2013 | 9e Mauro Santambrogio 55e Matteo Rabottini | 14e Mauro Santambrogio                   | geen deelname       | geen deelname       | geen deelname      | geen deelname    |
| 2014 | 17e Matteo Rabottini                       |                                          | geen deelname       | geen deelname       | geen deelname      | geen deelname    |
| 2015 | 30e Jonathan Monsalve                      |                                          | geen deelname       | geen deelname       | geen deelname      | geen deelname    |
| 2016 | 57e Matteo Busato                          |                                          | geen deelname       | geen deelname       | geen deelname      | geen deelname    |
| 2017 | 52e Cristián Rodríguez                     |                                          | geen deelname       | geen deelname       | geen deelname      | geen deelname    |
| 2018 | 86e Alex Turrin                            |                                          | geen deelname       | geen deelname       | geen deelname      | geen deelname    |
| 2019 | geen deelname                              | geen deelname                            | geen deelname       | geen deelname       | geen deelname      | geen deelname    |
| 2020 | 88e Etienne van Empel                      |                                          | geen deelname       | geen deelname       | geen deelname      | geen deelname    |

2007 · 2008 · 2009 · 2010 · 2011 · 2012 · 2013 · 2014 · 2015 · 2016